# 오정근 (화가)
오정근(1970년 9월 27일~)은 대한민국의 화가이다.